# میکو اسکو
میکو اسکو (به فنلاندی: Mikko Esko) (زاده ۳ سپتامبر ۱۹۷۸ در وامالا) بازیکن والیبال اهل فنلاند عضو تیم ملی والیبال فنلاند و بازیکن فعلی باشگاه گوبرنیا نیژنی نووگورود است. میکو اسکو از ستاره های تیم ملی فنلاند به شمار می رود و یکی از لژیونرهای موفق والیبال فنلاند است.